# Det svänger om Bajen
Det svänger om Bajen är en EP av den svenske artisten Lalla Hansson, utgiven 1980 på skivbolaget Hammarby Records (HR 101). Skivan är ett slags hyllningsalbum till fotbollslaget Hammarby IF där låtar blandas med intervjuer. Skivan återutgavs 1980 (skivnummer HR 102) där intervjuerna var borttagna och låten "Hammarby ä' laget" ersatt med "Bajen, Hammarby". Albumet spelades in i Park Studio i Växjö och producerades av Ulf Wahlberg.

## Låtlista

### HR 101
1. "Bajen va' namnet" ("Blue Is the Colour", Daniel Boone, svensk text: Åke Strömmer)
2. "Intervju med Lars-Gunnar Björklund, Linda Haglund och Hammarbys herrlag"
3. "Killarna från Södermannagatan 61" (melodi: "Flickorna i Småland", Eric Sandström, Ulf Wahlberg)
4. "Hammarby ä' laget" ("What You've Done to Me", Dorian Burton, Lee Pincus, svensk text: Lalla Hansson och Björn Håkanson)
5. "Intervjuer med Artur Ringart, Graham Gouldman, Billy Ohlsson och Hammarbys herrlag"
6. "Nacka" (Örjan Englund, Björn Håkanson)

### HR 102
1. "Bajen va' namnet" ("Blue Is the Colour", Daniel Boone, svensk text: Åke Strömmer)
2. "Killarna från Södermannagatan 61" (melodi: "Flickorna i Småland", Eric Sandström, Ulf Wahlberg)
3. "Nacka" (Örjan Englund, Björn Håkanson)
4. "Bajen, Hammarby"

## Medverkande
- Örjan Englund – kör
- Yngve Hammervald – gitarr
- Lalla Hansson – sång, gitarr
- Björn Inge – trummor
- Hasse Jonsson – elbas
- Ulf Wahlberg – sång, keyboard